# Ixora st-johnii
Ixora st-johnii är en måreväxtart som beskrevs av Francis Raymond Fosberg. Ixora st-johnii ingår i släktet Ixora och familjen måreväxter. Inga underarter finns listade i Catalogue of Life.